# Ana Lily Amirpour
Ana Lily Amirpour (Margate, Engeland, 26 november 1980) is een Amerikaans filmregisseuse, scenarioschrijfster, filmproducente en actrice van Iraanse afkomst.

## Biografie
Ana Lily Amirpour werd in 1980 geboren in Engeland maar verhuisde op jonge leeftijd met haar familie naar Miami (Florida). Nadat de familie verhuisde naar Bakersfield (Californië) volgde ze hogeschool aan de San Francisco State University en daarna studeerde ze af aan de UCLA School of Theater, Film and Television.
Amirpour begon met het schrijven, produceren en regisseren van kortfilms in 2009. True Love (2010) won de publieksprijs voor beste internationale kortfilm op het filmfestival van Milaan. Pashmaloo (2011) werd vertoond op het internationaal filmfestival van Berlijn en A Girl Walks Home Alone at Night (2011) won onder andere de prijs van beste korte film op het Noor Iranian Film Festival. A Little Suicide (2012) werd genomineerd als beste korte film op het  Edinburgh International Film Festival, het Oldenburg Film Festival en het Zlin International Film Festival for Children and Youth
Amirpour maakte haar regiedebuut in 2014 met A Girl Walks Home Alone at Night, gebaseerd op haar eigen gelijknamige korte film uit 2011. Ze omschreef de film als de eerste Iraanse vampieren-spaghettiwestern. De film kreeg lovende kritieken van de filmcritici. Haar volgende speelfilm The Bad Batch ging in première op het filmfestival van Venetië waar hij werd bekroond met de Special Jury Prize. Amirpour beschreef deze film als een post-apocalyptische kannibalen-liefdesverhaal in de dorre gronden van Texas.

## Filmografie

### Korte films
- Six and a Half (2009)
- True Love (2010)
- Ketab (2010)
- Pashmaloo (2011)
- A Girl Walks Home Alone at Night (2011)
- A Little Suicide (2012)

### Films
| Jaar | Film                             | Bijdragen | Bijdragen | Bijdragen | Bijdragen          | Opmerkingen |
| Jaar | Film                             | Regie     | Scenario  | Acteur    | Rol                | Opmerkingen |
| ---- | -------------------------------- | --------- | --------- | --------- | ------------------ | ----------- |
| 2012 | The Garlock Incident             |           | Afgevinkt | Afgevinkt | Lily               |             |
| 2014 | A Girl Walks Home alone at Night | Afgevinkt | Afgevinkt | Afgevinkt | Skeleton Partygirl |             |
| 2016 | The Bad Batch                    | Afgevinkt | Afgevinkt |           |                    |             |

## Prijzen en nominaties
De belangrijkste:
| Jaar | Prijs                    | Categorie          | Film                             | Uitslag     |
| ---- | ------------------------ | ------------------ | -------------------------------- | ----------- |
| 2016 | filmfestival van Venetië | Special Jury Prize | The Bad Batch                    | Gewonnen    |
| 2015 | Independent Spirit Award | Best First Feature | A Girl Walks Home alone at Night | Genomineerd |